# USS LST-796
O USS LST-796 foi um navio de guerra norte-americano da classe LST que operou durante a Segunda Guerra Mundial.